# Filó Carpasi
Filó Carpasi o Filó Carpaci (en llatí Philon Carphatius o Philon Carpasius, en grec antic Φίλων) nascut a Carpaci, una illa al nord-est de Creta o més aviat a Carpàsia, una ciutat de Xipre, va ser un eclesiàstic grec bisbe de Carpàsia (d'aquí el seu nom), que va viure al segle v.
Segons la Vida d'Epifani de Salamina, referida a Epifani, bisbe de Constància a Xipre, Filó, en aquell moment un diaca, va ser enviat juntament amb alguns altres per la germana dels emperadors Arcadi i Honori a buscar Epifani per portar-lo a Roma, perquè a través de les seves oracions i de la imposició de les mans pogués curar-se d'una malaltia que l'afectava. Epifani, que admirava la santedat de Filó, el va consagrar bisbe de Carpàsia i li va encarregar l'administració de la seva diòcesi mentre ell fos a Roma.
Filó Carpasi és conegut principalment per uns comentaris sobre el Càntic dels Càntics que és la seva principal obra on tracta el poema de forma al·legòrica. També va escriure comentaris sobre diverses parts de l'Antic i Nou Testament, segons diu l'enciclopèdia Suides. Fabricius l'inclou a la Bibliotheca Graeca.